# Columna oberta
|   | a | b | c | d | e | f | g | h |   |
| 8 | e8 black cross · a7 negres peó · b7 negres peó · c7 negres peó · d7 negres peó · e7 black cross · f7 negres peó · g7 negres peó · h7 negres peó · e6 black cross · e5 black cross · e4 black cross · e3 black cross · a2 blanques peó · b2 blanques peó · c2 blanques peó · d2 blanques peó · e2 black cross · f2 blanques peó · g2 blanques peó · h2 blanques peó · e1 blanques torre | e8 black cross · a7 negres peó · b7 negres peó · c7 negres peó · d7 negres peó · e7 black cross · f7 negres peó · g7 negres peó · h7 negres peó · e6 black cross · e5 black cross · e4 black cross · e3 black cross · a2 blanques peó · b2 blanques peó · c2 blanques peó · d2 blanques peó · e2 black cross · f2 blanques peó · g2 blanques peó · h2 blanques peó · e1 blanques torre | e8 black cross · a7 negres peó · b7 negres peó · c7 negres peó · d7 negres peó · e7 black cross · f7 negres peó · g7 negres peó · h7 negres peó · e6 black cross · e5 black cross · e4 black cross · e3 black cross · a2 blanques peó · b2 blanques peó · c2 blanques peó · d2 blanques peó · e2 black cross · f2 blanques peó · g2 blanques peó · h2 blanques peó · e1 blanques torre | e8 black cross · a7 negres peó · b7 negres peó · c7 negres peó · d7 negres peó · e7 black cross · f7 negres peó · g7 negres peó · h7 negres peó · e6 black cross · e5 black cross · e4 black cross · e3 black cross · a2 blanques peó · b2 blanques peó · c2 blanques peó · d2 blanques peó · e2 black cross · f2 blanques peó · g2 blanques peó · h2 blanques peó · e1 blanques torre | e8 black cross · a7 negres peó · b7 negres peó · c7 negres peó · d7 negres peó · e7 black cross · f7 negres peó · g7 negres peó · h7 negres peó · e6 black cross · e5 black cross · e4 black cross · e3 black cross · a2 blanques peó · b2 blanques peó · c2 blanques peó · d2 blanques peó · e2 black cross · f2 blanques peó · g2 blanques peó · h2 blanques peó · e1 blanques torre | e8 black cross · a7 negres peó · b7 negres peó · c7 negres peó · d7 negres peó · e7 black cross · f7 negres peó · g7 negres peó · h7 negres peó · e6 black cross · e5 black cross · e4 black cross · e3 black cross · a2 blanques peó · b2 blanques peó · c2 blanques peó · d2 blanques peó · e2 black cross · f2 blanques peó · g2 blanques peó · h2 blanques peó · e1 blanques torre | e8 black cross · a7 negres peó · b7 negres peó · c7 negres peó · d7 negres peó · e7 black cross · f7 negres peó · g7 negres peó · h7 negres peó · e6 black cross · e5 black cross · e4 black cross · e3 black cross · a2 blanques peó · b2 blanques peó · c2 blanques peó · d2 blanques peó · e2 black cross · f2 blanques peó · g2 blanques peó · h2 blanques peó · e1 blanques torre | e8 black cross · a7 negres peó · b7 negres peó · c7 negres peó · d7 negres peó · e7 black cross · f7 negres peó · g7 negres peó · h7 negres peó · e6 black cross · e5 black cross · e4 black cross · e3 black cross · a2 blanques peó · b2 blanques peó · c2 blanques peó · d2 blanques peó · e2 black cross · f2 blanques peó · g2 blanques peó · h2 blanques peó · e1 blanques torre | 8 |
| 7 | e8 black cross · a7 negres peó · b7 negres peó · c7 negres peó · d7 negres peó · e7 black cross · f7 negres peó · g7 negres peó · h7 negres peó · e6 black cross · e5 black cross · e4 black cross · e3 black cross · a2 blanques peó · b2 blanques peó · c2 blanques peó · d2 blanques peó · e2 black cross · f2 blanques peó · g2 blanques peó · h2 blanques peó · e1 blanques torre | e8 black cross · a7 negres peó · b7 negres peó · c7 negres peó · d7 negres peó · e7 black cross · f7 negres peó · g7 negres peó · h7 negres peó · e6 black cross · e5 black cross · e4 black cross · e3 black cross · a2 blanques peó · b2 blanques peó · c2 blanques peó · d2 blanques peó · e2 black cross · f2 blanques peó · g2 blanques peó · h2 blanques peó · e1 blanques torre | e8 black cross · a7 negres peó · b7 negres peó · c7 negres peó · d7 negres peó · e7 black cross · f7 negres peó · g7 negres peó · h7 negres peó · e6 black cross · e5 black cross · e4 black cross · e3 black cross · a2 blanques peó · b2 blanques peó · c2 blanques peó · d2 blanques peó · e2 black cross · f2 blanques peó · g2 blanques peó · h2 blanques peó · e1 blanques torre | e8 black cross · a7 negres peó · b7 negres peó · c7 negres peó · d7 negres peó · e7 black cross · f7 negres peó · g7 negres peó · h7 negres peó · e6 black cross · e5 black cross · e4 black cross · e3 black cross · a2 blanques peó · b2 blanques peó · c2 blanques peó · d2 blanques peó · e2 black cross · f2 blanques peó · g2 blanques peó · h2 blanques peó · e1 blanques torre | e8 black cross · a7 negres peó · b7 negres peó · c7 negres peó · d7 negres peó · e7 black cross · f7 negres peó · g7 negres peó · h7 negres peó · e6 black cross · e5 black cross · e4 black cross · e3 black cross · a2 blanques peó · b2 blanques peó · c2 blanques peó · d2 blanques peó · e2 black cross · f2 blanques peó · g2 blanques peó · h2 blanques peó · e1 blanques torre | e8 black cross · a7 negres peó · b7 negres peó · c7 negres peó · d7 negres peó · e7 black cross · f7 negres peó · g7 negres peó · h7 negres peó · e6 black cross · e5 black cross · e4 black cross · e3 black cross · a2 blanques peó · b2 blanques peó · c2 blanques peó · d2 blanques peó · e2 black cross · f2 blanques peó · g2 blanques peó · h2 blanques peó · e1 blanques torre | e8 black cross · a7 negres peó · b7 negres peó · c7 negres peó · d7 negres peó · e7 black cross · f7 negres peó · g7 negres peó · h7 negres peó · e6 black cross · e5 black cross · e4 black cross · e3 black cross · a2 blanques peó · b2 blanques peó · c2 blanques peó · d2 blanques peó · e2 black cross · f2 blanques peó · g2 blanques peó · h2 blanques peó · e1 blanques torre | e8 black cross · a7 negres peó · b7 negres peó · c7 negres peó · d7 negres peó · e7 black cross · f7 negres peó · g7 negres peó · h7 negres peó · e6 black cross · e5 black cross · e4 black cross · e3 black cross · a2 blanques peó · b2 blanques peó · c2 blanques peó · d2 blanques peó · e2 black cross · f2 blanques peó · g2 blanques peó · h2 blanques peó · e1 blanques torre | 7 |
| 6 | e8 black cross · a7 negres peó · b7 negres peó · c7 negres peó · d7 negres peó · e7 black cross · f7 negres peó · g7 negres peó · h7 negres peó · e6 black cross · e5 black cross · e4 black cross · e3 black cross · a2 blanques peó · b2 blanques peó · c2 blanques peó · d2 blanques peó · e2 black cross · f2 blanques peó · g2 blanques peó · h2 blanques peó · e1 blanques torre | e8 black cross · a7 negres peó · b7 negres peó · c7 negres peó · d7 negres peó · e7 black cross · f7 negres peó · g7 negres peó · h7 negres peó · e6 black cross · e5 black cross · e4 black cross · e3 black cross · a2 blanques peó · b2 blanques peó · c2 blanques peó · d2 blanques peó · e2 black cross · f2 blanques peó · g2 blanques peó · h2 blanques peó · e1 blanques torre | e8 black cross · a7 negres peó · b7 negres peó · c7 negres peó · d7 negres peó · e7 black cross · f7 negres peó · g7 negres peó · h7 negres peó · e6 black cross · e5 black cross · e4 black cross · e3 black cross · a2 blanques peó · b2 blanques peó · c2 blanques peó · d2 blanques peó · e2 black cross · f2 blanques peó · g2 blanques peó · h2 blanques peó · e1 blanques torre | e8 black cross · a7 negres peó · b7 negres peó · c7 negres peó · d7 negres peó · e7 black cross · f7 negres peó · g7 negres peó · h7 negres peó · e6 black cross · e5 black cross · e4 black cross · e3 black cross · a2 blanques peó · b2 blanques peó · c2 blanques peó · d2 blanques peó · e2 black cross · f2 blanques peó · g2 blanques peó · h2 blanques peó · e1 blanques torre | e8 black cross · a7 negres peó · b7 negres peó · c7 negres peó · d7 negres peó · e7 black cross · f7 negres peó · g7 negres peó · h7 negres peó · e6 black cross · e5 black cross · e4 black cross · e3 black cross · a2 blanques peó · b2 blanques peó · c2 blanques peó · d2 blanques peó · e2 black cross · f2 blanques peó · g2 blanques peó · h2 blanques peó · e1 blanques torre | e8 black cross · a7 negres peó · b7 negres peó · c7 negres peó · d7 negres peó · e7 black cross · f7 negres peó · g7 negres peó · h7 negres peó · e6 black cross · e5 black cross · e4 black cross · e3 black cross · a2 blanques peó · b2 blanques peó · c2 blanques peó · d2 blanques peó · e2 black cross · f2 blanques peó · g2 blanques peó · h2 blanques peó · e1 blanques torre | e8 black cross · a7 negres peó · b7 negres peó · c7 negres peó · d7 negres peó · e7 black cross · f7 negres peó · g7 negres peó · h7 negres peó · e6 black cross · e5 black cross · e4 black cross · e3 black cross · a2 blanques peó · b2 blanques peó · c2 blanques peó · d2 blanques peó · e2 black cross · f2 blanques peó · g2 blanques peó · h2 blanques peó · e1 blanques torre | e8 black cross · a7 negres peó · b7 negres peó · c7 negres peó · d7 negres peó · e7 black cross · f7 negres peó · g7 negres peó · h7 negres peó · e6 black cross · e5 black cross · e4 black cross · e3 black cross · a2 blanques peó · b2 blanques peó · c2 blanques peó · d2 blanques peó · e2 black cross · f2 blanques peó · g2 blanques peó · h2 blanques peó · e1 blanques torre | 6 |
| 5 | e8 black cross · a7 negres peó · b7 negres peó · c7 negres peó · d7 negres peó · e7 black cross · f7 negres peó · g7 negres peó · h7 negres peó · e6 black cross · e5 black cross · e4 black cross · e3 black cross · a2 blanques peó · b2 blanques peó · c2 blanques peó · d2 blanques peó · e2 black cross · f2 blanques peó · g2 blanques peó · h2 blanques peó · e1 blanques torre | e8 black cross · a7 negres peó · b7 negres peó · c7 negres peó · d7 negres peó · e7 black cross · f7 negres peó · g7 negres peó · h7 negres peó · e6 black cross · e5 black cross · e4 black cross · e3 black cross · a2 blanques peó · b2 blanques peó · c2 blanques peó · d2 blanques peó · e2 black cross · f2 blanques peó · g2 blanques peó · h2 blanques peó · e1 blanques torre | e8 black cross · a7 negres peó · b7 negres peó · c7 negres peó · d7 negres peó · e7 black cross · f7 negres peó · g7 negres peó · h7 negres peó · e6 black cross · e5 black cross · e4 black cross · e3 black cross · a2 blanques peó · b2 blanques peó · c2 blanques peó · d2 blanques peó · e2 black cross · f2 blanques peó · g2 blanques peó · h2 blanques peó · e1 blanques torre | e8 black cross · a7 negres peó · b7 negres peó · c7 negres peó · d7 negres peó · e7 black cross · f7 negres peó · g7 negres peó · h7 negres peó · e6 black cross · e5 black cross · e4 black cross · e3 black cross · a2 blanques peó · b2 blanques peó · c2 blanques peó · d2 blanques peó · e2 black cross · f2 blanques peó · g2 blanques peó · h2 blanques peó · e1 blanques torre | e8 black cross · a7 negres peó · b7 negres peó · c7 negres peó · d7 negres peó · e7 black cross · f7 negres peó · g7 negres peó · h7 negres peó · e6 black cross · e5 black cross · e4 black cross · e3 black cross · a2 blanques peó · b2 blanques peó · c2 blanques peó · d2 blanques peó · e2 black cross · f2 blanques peó · g2 blanques peó · h2 blanques peó · e1 blanques torre | e8 black cross · a7 negres peó · b7 negres peó · c7 negres peó · d7 negres peó · e7 black cross · f7 negres peó · g7 negres peó · h7 negres peó · e6 black cross · e5 black cross · e4 black cross · e3 black cross · a2 blanques peó · b2 blanques peó · c2 blanques peó · d2 blanques peó · e2 black cross · f2 blanques peó · g2 blanques peó · h2 blanques peó · e1 blanques torre | e8 black cross · a7 negres peó · b7 negres peó · c7 negres peó · d7 negres peó · e7 black cross · f7 negres peó · g7 negres peó · h7 negres peó · e6 black cross · e5 black cross · e4 black cross · e3 black cross · a2 blanques peó · b2 blanques peó · c2 blanques peó · d2 blanques peó · e2 black cross · f2 blanques peó · g2 blanques peó · h2 blanques peó · e1 blanques torre | e8 black cross · a7 negres peó · b7 negres peó · c7 negres peó · d7 negres peó · e7 black cross · f7 negres peó · g7 negres peó · h7 negres peó · e6 black cross · e5 black cross · e4 black cross · e3 black cross · a2 blanques peó · b2 blanques peó · c2 blanques peó · d2 blanques peó · e2 black cross · f2 blanques peó · g2 blanques peó · h2 blanques peó · e1 blanques torre | 5 |
| 4 | e8 black cross · a7 negres peó · b7 negres peó · c7 negres peó · d7 negres peó · e7 black cross · f7 negres peó · g7 negres peó · h7 negres peó · e6 black cross · e5 black cross · e4 black cross · e3 black cross · a2 blanques peó · b2 blanques peó · c2 blanques peó · d2 blanques peó · e2 black cross · f2 blanques peó · g2 blanques peó · h2 blanques peó · e1 blanques torre | e8 black cross · a7 negres peó · b7 negres peó · c7 negres peó · d7 negres peó · e7 black cross · f7 negres peó · g7 negres peó · h7 negres peó · e6 black cross · e5 black cross · e4 black cross · e3 black cross · a2 blanques peó · b2 blanques peó · c2 blanques peó · d2 blanques peó · e2 black cross · f2 blanques peó · g2 blanques peó · h2 blanques peó · e1 blanques torre | e8 black cross · a7 negres peó · b7 negres peó · c7 negres peó · d7 negres peó · e7 black cross · f7 negres peó · g7 negres peó · h7 negres peó · e6 black cross · e5 black cross · e4 black cross · e3 black cross · a2 blanques peó · b2 blanques peó · c2 blanques peó · d2 blanques peó · e2 black cross · f2 blanques peó · g2 blanques peó · h2 blanques peó · e1 blanques torre | e8 black cross · a7 negres peó · b7 negres peó · c7 negres peó · d7 negres peó · e7 black cross · f7 negres peó · g7 negres peó · h7 negres peó · e6 black cross · e5 black cross · e4 black cross · e3 black cross · a2 blanques peó · b2 blanques peó · c2 blanques peó · d2 blanques peó · e2 black cross · f2 blanques peó · g2 blanques peó · h2 blanques peó · e1 blanques torre | e8 black cross · a7 negres peó · b7 negres peó · c7 negres peó · d7 negres peó · e7 black cross · f7 negres peó · g7 negres peó · h7 negres peó · e6 black cross · e5 black cross · e4 black cross · e3 black cross · a2 blanques peó · b2 blanques peó · c2 blanques peó · d2 blanques peó · e2 black cross · f2 blanques peó · g2 blanques peó · h2 blanques peó · e1 blanques torre | e8 black cross · a7 negres peó · b7 negres peó · c7 negres peó · d7 negres peó · e7 black cross · f7 negres peó · g7 negres peó · h7 negres peó · e6 black cross · e5 black cross · e4 black cross · e3 black cross · a2 blanques peó · b2 blanques peó · c2 blanques peó · d2 blanques peó · e2 black cross · f2 blanques peó · g2 blanques peó · h2 blanques peó · e1 blanques torre | e8 black cross · a7 negres peó · b7 negres peó · c7 negres peó · d7 negres peó · e7 black cross · f7 negres peó · g7 negres peó · h7 negres peó · e6 black cross · e5 black cross · e4 black cross · e3 black cross · a2 blanques peó · b2 blanques peó · c2 blanques peó · d2 blanques peó · e2 black cross · f2 blanques peó · g2 blanques peó · h2 blanques peó · e1 blanques torre | e8 black cross · a7 negres peó · b7 negres peó · c7 negres peó · d7 negres peó · e7 black cross · f7 negres peó · g7 negres peó · h7 negres peó · e6 black cross · e5 black cross · e4 black cross · e3 black cross · a2 blanques peó · b2 blanques peó · c2 blanques peó · d2 blanques peó · e2 black cross · f2 blanques peó · g2 blanques peó · h2 blanques peó · e1 blanques torre | 4 |
| 3 | e8 black cross · a7 negres peó · b7 negres peó · c7 negres peó · d7 negres peó · e7 black cross · f7 negres peó · g7 negres peó · h7 negres peó · e6 black cross · e5 black cross · e4 black cross · e3 black cross · a2 blanques peó · b2 blanques peó · c2 blanques peó · d2 blanques peó · e2 black cross · f2 blanques peó · g2 blanques peó · h2 blanques peó · e1 blanques torre | e8 black cross · a7 negres peó · b7 negres peó · c7 negres peó · d7 negres peó · e7 black cross · f7 negres peó · g7 negres peó · h7 negres peó · e6 black cross · e5 black cross · e4 black cross · e3 black cross · a2 blanques peó · b2 blanques peó · c2 blanques peó · d2 blanques peó · e2 black cross · f2 blanques peó · g2 blanques peó · h2 blanques peó · e1 blanques torre | e8 black cross · a7 negres peó · b7 negres peó · c7 negres peó · d7 negres peó · e7 black cross · f7 negres peó · g7 negres peó · h7 negres peó · e6 black cross · e5 black cross · e4 black cross · e3 black cross · a2 blanques peó · b2 blanques peó · c2 blanques peó · d2 blanques peó · e2 black cross · f2 blanques peó · g2 blanques peó · h2 blanques peó · e1 blanques torre | e8 black cross · a7 negres peó · b7 negres peó · c7 negres peó · d7 negres peó · e7 black cross · f7 negres peó · g7 negres peó · h7 negres peó · e6 black cross · e5 black cross · e4 black cross · e3 black cross · a2 blanques peó · b2 blanques peó · c2 blanques peó · d2 blanques peó · e2 black cross · f2 blanques peó · g2 blanques peó · h2 blanques peó · e1 blanques torre | e8 black cross · a7 negres peó · b7 negres peó · c7 negres peó · d7 negres peó · e7 black cross · f7 negres peó · g7 negres peó · h7 negres peó · e6 black cross · e5 black cross · e4 black cross · e3 black cross · a2 blanques peó · b2 blanques peó · c2 blanques peó · d2 blanques peó · e2 black cross · f2 blanques peó · g2 blanques peó · h2 blanques peó · e1 blanques torre | e8 black cross · a7 negres peó · b7 negres peó · c7 negres peó · d7 negres peó · e7 black cross · f7 negres peó · g7 negres peó · h7 negres peó · e6 black cross · e5 black cross · e4 black cross · e3 black cross · a2 blanques peó · b2 blanques peó · c2 blanques peó · d2 blanques peó · e2 black cross · f2 blanques peó · g2 blanques peó · h2 blanques peó · e1 blanques torre | e8 black cross · a7 negres peó · b7 negres peó · c7 negres peó · d7 negres peó · e7 black cross · f7 negres peó · g7 negres peó · h7 negres peó · e6 black cross · e5 black cross · e4 black cross · e3 black cross · a2 blanques peó · b2 blanques peó · c2 blanques peó · d2 blanques peó · e2 black cross · f2 blanques peó · g2 blanques peó · h2 blanques peó · e1 blanques torre | e8 black cross · a7 negres peó · b7 negres peó · c7 negres peó · d7 negres peó · e7 black cross · f7 negres peó · g7 negres peó · h7 negres peó · e6 black cross · e5 black cross · e4 black cross · e3 black cross · a2 blanques peó · b2 blanques peó · c2 blanques peó · d2 blanques peó · e2 black cross · f2 blanques peó · g2 blanques peó · h2 blanques peó · e1 blanques torre | 3 |
| 2 | e8 black cross · a7 negres peó · b7 negres peó · c7 negres peó · d7 negres peó · e7 black cross · f7 negres peó · g7 negres peó · h7 negres peó · e6 black cross · e5 black cross · e4 black cross · e3 black cross · a2 blanques peó · b2 blanques peó · c2 blanques peó · d2 blanques peó · e2 black cross · f2 blanques peó · g2 blanques peó · h2 blanques peó · e1 blanques torre | e8 black cross · a7 negres peó · b7 negres peó · c7 negres peó · d7 negres peó · e7 black cross · f7 negres peó · g7 negres peó · h7 negres peó · e6 black cross · e5 black cross · e4 black cross · e3 black cross · a2 blanques peó · b2 blanques peó · c2 blanques peó · d2 blanques peó · e2 black cross · f2 blanques peó · g2 blanques peó · h2 blanques peó · e1 blanques torre | e8 black cross · a7 negres peó · b7 negres peó · c7 negres peó · d7 negres peó · e7 black cross · f7 negres peó · g7 negres peó · h7 negres peó · e6 black cross · e5 black cross · e4 black cross · e3 black cross · a2 blanques peó · b2 blanques peó · c2 blanques peó · d2 blanques peó · e2 black cross · f2 blanques peó · g2 blanques peó · h2 blanques peó · e1 blanques torre | e8 black cross · a7 negres peó · b7 negres peó · c7 negres peó · d7 negres peó · e7 black cross · f7 negres peó · g7 negres peó · h7 negres peó · e6 black cross · e5 black cross · e4 black cross · e3 black cross · a2 blanques peó · b2 blanques peó · c2 blanques peó · d2 blanques peó · e2 black cross · f2 blanques peó · g2 blanques peó · h2 blanques peó · e1 blanques torre | e8 black cross · a7 negres peó · b7 negres peó · c7 negres peó · d7 negres peó · e7 black cross · f7 negres peó · g7 negres peó · h7 negres peó · e6 black cross · e5 black cross · e4 black cross · e3 black cross · a2 blanques peó · b2 blanques peó · c2 blanques peó · d2 blanques peó · e2 black cross · f2 blanques peó · g2 blanques peó · h2 blanques peó · e1 blanques torre | e8 black cross · a7 negres peó · b7 negres peó · c7 negres peó · d7 negres peó · e7 black cross · f7 negres peó · g7 negres peó · h7 negres peó · e6 black cross · e5 black cross · e4 black cross · e3 black cross · a2 blanques peó · b2 blanques peó · c2 blanques peó · d2 blanques peó · e2 black cross · f2 blanques peó · g2 blanques peó · h2 blanques peó · e1 blanques torre | e8 black cross · a7 negres peó · b7 negres peó · c7 negres peó · d7 negres peó · e7 black cross · f7 negres peó · g7 negres peó · h7 negres peó · e6 black cross · e5 black cross · e4 black cross · e3 black cross · a2 blanques peó · b2 blanques peó · c2 blanques peó · d2 blanques peó · e2 black cross · f2 blanques peó · g2 blanques peó · h2 blanques peó · e1 blanques torre | e8 black cross · a7 negres peó · b7 negres peó · c7 negres peó · d7 negres peó · e7 black cross · f7 negres peó · g7 negres peó · h7 negres peó · e6 black cross · e5 black cross · e4 black cross · e3 black cross · a2 blanques peó · b2 blanques peó · c2 blanques peó · d2 blanques peó · e2 black cross · f2 blanques peó · g2 blanques peó · h2 blanques peó · e1 blanques torre | 2 |
| 1 | e8 black cross · a7 negres peó · b7 negres peó · c7 negres peó · d7 negres peó · e7 black cross · f7 negres peó · g7 negres peó · h7 negres peó · e6 black cross · e5 black cross · e4 black cross · e3 black cross · a2 blanques peó · b2 blanques peó · c2 blanques peó · d2 blanques peó · e2 black cross · f2 blanques peó · g2 blanques peó · h2 blanques peó · e1 blanques torre | e8 black cross · a7 negres peó · b7 negres peó · c7 negres peó · d7 negres peó · e7 black cross · f7 negres peó · g7 negres peó · h7 negres peó · e6 black cross · e5 black cross · e4 black cross · e3 black cross · a2 blanques peó · b2 blanques peó · c2 blanques peó · d2 blanques peó · e2 black cross · f2 blanques peó · g2 blanques peó · h2 blanques peó · e1 blanques torre | e8 black cross · a7 negres peó · b7 negres peó · c7 negres peó · d7 negres peó · e7 black cross · f7 negres peó · g7 negres peó · h7 negres peó · e6 black cross · e5 black cross · e4 black cross · e3 black cross · a2 blanques peó · b2 blanques peó · c2 blanques peó · d2 blanques peó · e2 black cross · f2 blanques peó · g2 blanques peó · h2 blanques peó · e1 blanques torre | e8 black cross · a7 negres peó · b7 negres peó · c7 negres peó · d7 negres peó · e7 black cross · f7 negres peó · g7 negres peó · h7 negres peó · e6 black cross · e5 black cross · e4 black cross · e3 black cross · a2 blanques peó · b2 blanques peó · c2 blanques peó · d2 blanques peó · e2 black cross · f2 blanques peó · g2 blanques peó · h2 blanques peó · e1 blanques torre | e8 black cross · a7 negres peó · b7 negres peó · c7 negres peó · d7 negres peó · e7 black cross · f7 negres peó · g7 negres peó · h7 negres peó · e6 black cross · e5 black cross · e4 black cross · e3 black cross · a2 blanques peó · b2 blanques peó · c2 blanques peó · d2 blanques peó · e2 black cross · f2 blanques peó · g2 blanques peó · h2 blanques peó · e1 blanques torre | e8 black cross · a7 negres peó · b7 negres peó · c7 negres peó · d7 negres peó · e7 black cross · f7 negres peó · g7 negres peó · h7 negres peó · e6 black cross · e5 black cross · e4 black cross · e3 black cross · a2 blanques peó · b2 blanques peó · c2 blanques peó · d2 blanques peó · e2 black cross · f2 blanques peó · g2 blanques peó · h2 blanques peó · e1 blanques torre | e8 black cross · a7 negres peó · b7 negres peó · c7 negres peó · d7 negres peó · e7 black cross · f7 negres peó · g7 negres peó · h7 negres peó · e6 black cross · e5 black cross · e4 black cross · e3 black cross · a2 blanques peó · b2 blanques peó · c2 blanques peó · d2 blanques peó · e2 black cross · f2 blanques peó · g2 blanques peó · h2 blanques peó · e1 blanques torre | e8 black cross · a7 negres peó · b7 negres peó · c7 negres peó · d7 negres peó · e7 black cross · f7 negres peó · g7 negres peó · h7 negres peó · e6 black cross · e5 black cross · e4 black cross · e3 black cross · a2 blanques peó · b2 blanques peó · c2 blanques peó · d2 blanques peó · e2 black cross · f2 blanques peó · g2 blanques peó · h2 blanques peó · e1 blanques torre | 1 |
|   | a | b | c | d | e | f | g | h |   |

Una columna oberta és, en escacs una columna en què no hi ha peons de cap dels dos bàndols. Al diagrama, la columna e és oberta. Una columna oberta proporciona una via d'atac per una torre o per la dama. Situar torres i/o dames en columnes obertes o columnes semiobertes es considera un avantatge posicional, ja que permet atacar més fàcilment, perquè la torre o la dama poden bellugar-se a través de la columna per penetrar en la posició del rival.
Un objectiu estratègic típic per una torre o per la dama en una columna oberta és el d'assolir la setena o vuitena fila. Controlar la setena fila (la segona del camp rival) permet normalment capturar un o diversos peons enemics. Aron Nimzowitsch fou el primer que va definir el poder d'una peça major en una columna oberta, escrivint al seu famós llibre El meu sistema que el principal objectiu d'una torre o d'una dama en una columna oberta és l'"ocupació eventual de la setena o la vuitena fila."
Moltes partides es decideixen basant-se en aquesta estratègia. Per exemple, a la partida Anand-Ivantxuk, Melody Amber, 2001, Anand va sacrificar un peó per obrir la columna d. Llavors, les blanques varen usar la columna oberta per introduir les seves torres a la setena i vuitena files i guanyar la partida tot explotant la feblesa del peó negre de la columna a. La dominació de la columna d de banda de les blanques els va permetre de maniobrar amb les seves torres fins a llocs cada cop més agressius i més endins de la posició negra..